# Kyriale
Het Kyriale is een liturgisch boek met de vaste gezangen (Ordinarium) van de H. Mis.

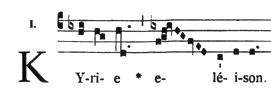
Gregoriaans koraal: Kyrie van mis XI in Neumen

Het Kyriale bevat het Ordinarium van de mis in Gregoriaanse gezangen, die bij de mis door een eenstemmig koor, diaken, priester en cantor worden gezongen. Het Kyriale is een uittreksel uit het Graduale Romanum. Het bevat meer dan 150 gezangen, waaronder 18 cycli van melodieën voor het Kyrie, Gloria, Sanctus met Benedictus, Agnus Dei, Ite missa est en Benedicamus Domino en vier Credo's. Daarnaast andere gezangen zoals Alleluia-toevoegingen, Gloria Patri in acht tonen, korte acclamaties op zegeningen, gebeden en lezingen.

## Geschiedenis
Het begrip Kyriale dook voor het eerst rond het jaar 1500 op als aanduiding van een gedeelte in het Graduale Romanum. Sinds 1905 is het in de vorm van Kyriale seu Ordinarium Missae een zelfstandig liturgisch boek. Het Kyriale werd samengesteld door de monniken van de Abdij van Solesmes. Het gebruik ervan werd gestimuleerd door het Motu proprio Tra le sollecitudini, waarmee Paus Pius X het onderhoud van de kerkmuziek en vooral Gregoriaanse gezangen benadrukte.
Als gevolg van de Liturgische Beweging in de eerste tientallen jaren van de 20e eeuw kreeg het Kyriale betekenis. Dit gebeurde in samenhang met de ontwikkeling dat de kerkbezoekers meer werden betrokken bij het vieren van de mis. 
In 1932 gaven de Benedictijnen van de Aartsabdij van Beuron een 76-pagina's groot "Kyriale voor het volk" uit, als bijlage bij het misboek voor leken van Anselm Schott, dat verschillende edities met hoge oplagen had. Vanaf het midden van de jaren dertig werd het ook opgenomen in deze misboeken van Schott voor het volk. Zo werd het mogelijk dat de kerk de delen van het Ordinarium afwisselend met het koor kon zingen, eerst bij diensten voor de katholieke jeugdbeweging en in toenemende mate ook in de parochies op zondag en bij speciale gelegenheden.
In de koorboeken Graduale Romanum (1974), Graduale Triplex (1979) en Graduale Novum (2011) vormt het Kyriale in herziene vorm een sectie aan het einde van het boek. In 1985 verscheen het Kyriale ook weer afzonderlijk.

## Inhoud

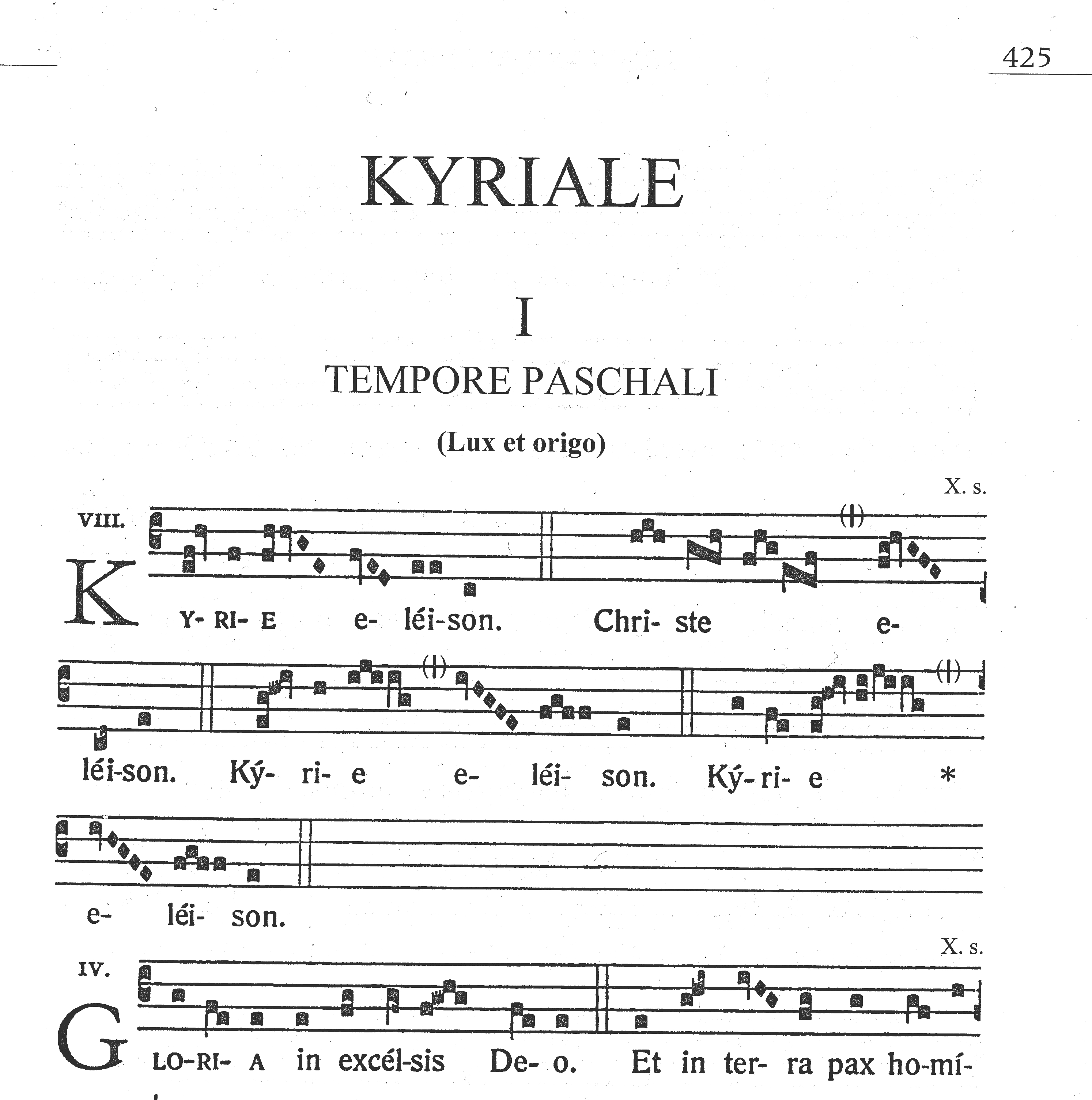
Begin van het Kyriale in het Graduale Novum

Het Graduale Novum van 2011 bevat het vroegere Kyriale als het deel „Ordinarium Missae“ in onderstaande volgorde:
- In Dominicis ad Aspersionem Aquae benedictae
  - Asperges me (buiten de Paastijd)
  - Vidi aquam (in de Paastijd)
- Kyriale
  - I – Lux et origo (in de Paastijd)
  - II – Kyrie, fons bonitatis
  - III – Kyrie Deus sempiterne
  - IV – Cunctipotens Genitor Deus
  - V – Kyrie magnae Deus potentiae
  - VI – Kyrie Rex Genitor
  - VII – Kyrie Rex splendens
  - VIII – De Angelis
  - IX – Cum jubilo (op Mariafeesten)
  - X – Alme pater (op Maria-gedenkdagen)
  - XI – Orbis factor (op zondagen door het jaar)
  - XII – Pater cuncta
  - XIII – Stelliferi Conditor orbis
  - XIV – Jesu Redemptor
  - XV – Dominator Deus
  - XVI – In feriis per annum – (op weekdagen 'door het jaar', zonder het Gloria)
  - XVII – Kyrie salve (op zondagen in advent en veertigdagentijd, zonder Gloria)
  - XVIII – Deus Genitor alme (op weekdagen in advent en veertigdagentijd, zonder Gloria)
  - Credo I–IV
- Cantus varii in Ordine Missae occurentes
- Modus cantandi Alleluia tempore Paschali secundum octo tonos